# Gryllus transpecos
Gryllus transpecos (лат.) — вид прямокрылых насекомых из семейства сверчков. Эндемики США.

## Распространение
Северная Америка: США (Техас, западная часть штата между реками Рио-Гранде и Пекос).

## Описание
Сверчки чёрного цвета (задние бёдра светлее). Отличаются от близких видов (Gryllus lightfooti, Gryllus sotol) особенностями морфологии (крупные и средние размеры, широкие голова и пронотум, короткие задние крылья, церки длинные, достигают вершины яйцеклада или превышают его; у самок надкрылья покрывают от ½ до ¾ брюшка), ДНК и акустической коммуникации (пения), местами обитания. Вид был впервые описан в 2019 году американскими энтомологами Дэвидом Вейссманом (David B. Weissman; Department of Entomology, Калифорнийская академия наук, Золотые ворота, Сан-Франциско, США) и Дэвидом Грэем (David A. Gray; Department of Biology, Университет штата Калифорния, Northridge, Калифорния). Видовое название transpecos происходит от исторического имени типовой местности Trans-Pecos, которую в оригинале определил в 1887 году техасский геолог Robert T. Hill, как часть Техаса к западу от реки Pecos River.